# Rogério Ceni
Rogério Ceni, född 22 januari 1973 i Pato Branco, Paraná, Brasilien, är en brasiliansk före detta fotbollsmålvakt i brasilianska klubben São Paulo FC.
Ceni är troligen den proffsmålvakt som gjort flest mål någonsin. Enligt Ceni själv har han gjort 105 mål men enligt FIFA räknas två av dessa mål inte då de gjordes på träningsmatcher.